# Vinho de mesa

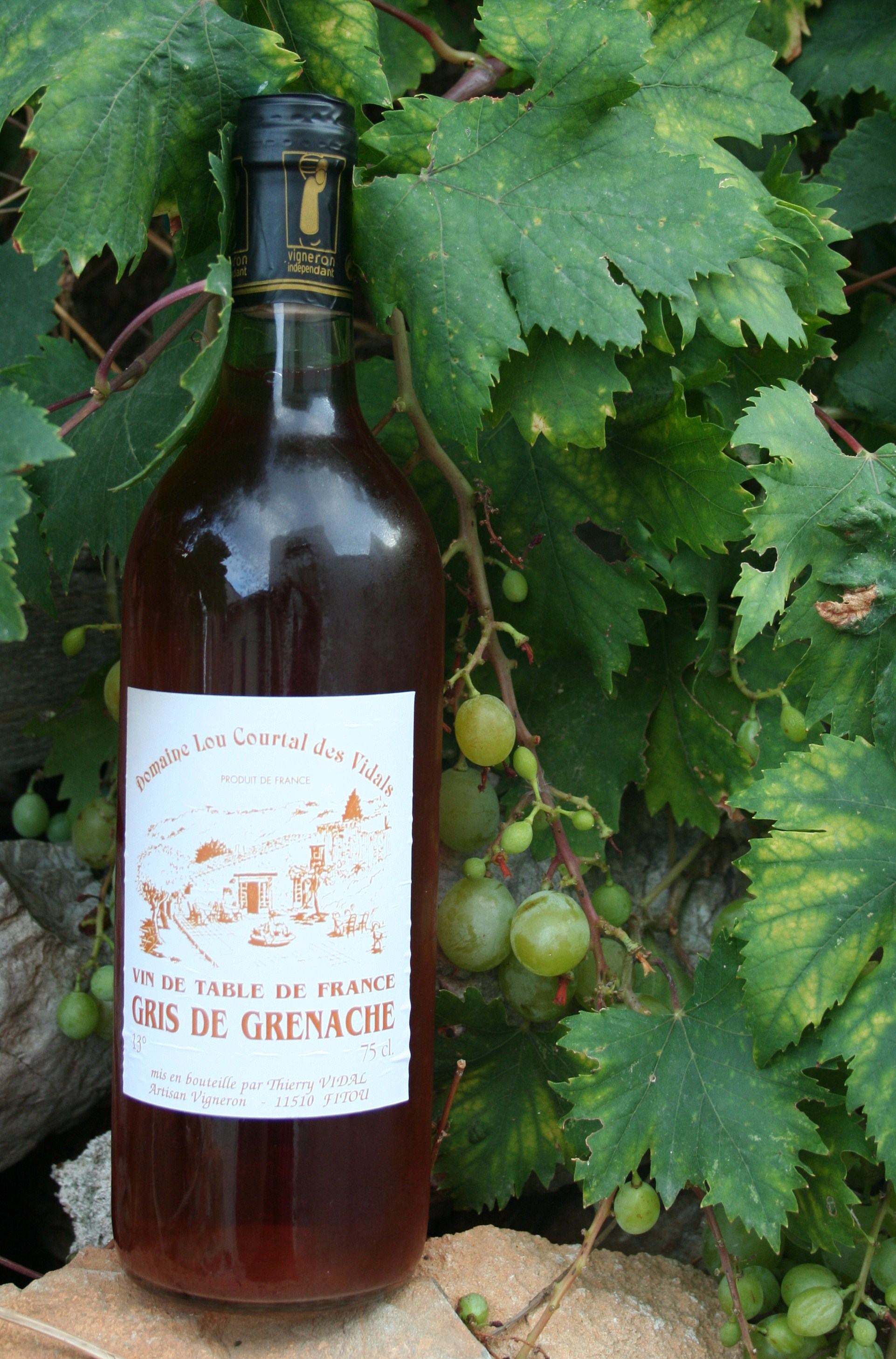

Vinho de mesa é uma classificação quanto à classe de vinhos, dada às bebidas que possuem graduação alcoólica de 10° a 13° G.L, para tintos, rosés ou brancos.
Vinhos de mesa podem ser de quatro tipos diferentes: finos ou nobres, especiais, comuns e frisantes ou gaseificados.